# Димитър Йончев
Димитър Трендафилов Йончев е български политик, един от създателите на Българската евролевица.

## Биография
Завършва висше военно-гражданско образование във Народно военно училище „Васил Левски“, Велико Търново през 1967 г. със специалност „инженер по ДВГ“, лейтенант. През 1962 – 1990 г. служи в Българската народна армия. Полковник.

## Политическа дейност
Делегат е на 14 конгрес на БКП, където е избран за член на ръководството на партията, а после и за неин заместник-председател. Участва в работата на Кръглата маса. Съосновател е на Обединението за социална демокрация в БСП. През 1997 г. напуска БСП и участва в създаването на Българската евролевица.
През периода 1990 – 1994 г. е депутат в НС. Председател и заместник-председател на Комисията по национална сигурност в VII велико народно събрание и в XXXVI народно събрание.
От 1995 г. е председател на фондация „Демокрация и сигурност“, а от 2003 г. – и председател на Управителния съвет на сдружение „Балкански форум по сигурността“.

## Образование и научна кариера
Дисертация за звание кандидат на философските науки (сега: доктор по философия), защитена в Москва през 1978 г.; дисертация за доктор на икономическите науки, защитена през 2002 г.
Преподавател във висшето образование от 1978 г., включително във Военната академия „Г. С. Раковски“ и Академията на МВР. Професор в Центъра за изучаване на рисковете и сигурността на Нов български университет, където води курсовете „Теория на разузнаването“, „Културна антропология на насилието“, „Секретология“ и „Обща теория на сигурността“ и др.
Доцент от 1988 г.; професор от 2005 г.; академик (действителен член) на Всемирната академия по комплексна безопасност от 2005 г.
Председател на Специализирания научен съвет по военни науки на ВАК; член на Специализирания научен съвет по национална сигурност и на Специализирания научен съвет по наукознание и защита на информацията на ВАК.
На 24 януари 2012 г. е удостоен със званието „Почетен професор на Нов български университет“ за приноса му в създаването и утвърждаването на програмите на департамент „Национална и международна сигурност“.